# Kościół Chrystusa Króla w Tarnobrzegu
Kościół Chrystusa Króla – kościół parafialny w Tarnobrzegu.
Na kościół i budynki parafialne adaptowano budynek dawnego Młodzieżowego Domu Kultury, który był mocno zdewastowany. Budynek został przekazany ojcom Dominikanom, którzy przekazali go diecezji sandomierskiej. Nad remontem budynku i przystosowaniem go do celów religijnych czuwał ks. Michał Józefczyk – proboszcz parafii Matki Bożej Nieustającej Pomocy w Tarnobrzegu. Poświęcenia wnętrza kościoła dokonał w 2003 roku bp Edward Frankowski. Od maja 2006 roku trwało powiększanie świątyni o jeszcze jedną nawę. W wigilię Uroczystości Chrystusa Króla 2007 roku bp Andrzej Dzięga poświęcił dobudowaną nawę wrazem z jej wyposażeniem.